# ADP-Ribosylierung

ADP-Ribose

Die ADP-Ribosylierung bezeichnet die Anfügung einer oder mehrerer ADP-Ribose-Einheiten an ein Protein. Die ADP-Ribosylierung ist eine Form der reversiblen Modifikationen von Proteinen, die an vielen zellulären Prozessen beteiligt ist, darunter Zellkommunikation, DNA-Reparatur, Steuerung von Genen und programmierter Zelltod. Eine fehlerhafte ADP-Ribosylierung wurde mit einigen Krebsarten in Verbindung gebracht. Die ADP-Ribosylierung ist auch die Grundlage für die Toxizität mancher bakterieller Verbindungen wie Choleratoxin, Diphtherietoxin und Andere.

## Geschichte der Entdeckung
Der erste Hinweis auf eine ADP-Ribosylierung tauchte Anfang der 1960er Jahre auf. Zu dieser Zeit beobachteten Pierre Chambon und Mitarbeiter den Einbau von Adenosintriphosphat (ATP) in Hühnerleberkernextrakt. Nach umfangreichen Untersuchungen der säureunlöslichen Fraktion konnten mehrere verschiedene Forschungslabore ADP-Ribose, abgeleitet von NAD+, als eingebaute Gruppe identifizieren. Einige Jahre später wurden die für diesen Einbau verantwortlichen Enzyme identifiziert und erhielten den Namen Poly(ADP-Ribose)polymerase. Ursprünglich wurde angenommen, dass es sich bei dieser Gruppe um eine lineare Folge von ADP-Ribose-Einheiten handelt, die über eine glykosidische Ribosebindung kovalent verbunden sind. Später wurde berichtet, dass alle 20 bis 30 ADP-Reste eine Verzweigung auftreten kann.
Das erste Auftreten einer Mono(ADP-Ribosyl)ierung trat ein Jahr später während einer Toxinstudie auf: Es wurde gezeigt, dass das Diphtherietoxin von Corynebacterium diphtheriae für seine vollständige Wirksamkeit von NAD+ abhängig ist, was zu der Entdeckung der enzymatischen Konjugation einer einzelnen ADP-Ribosegruppe durch die Mono(ADP-Ribosyl)transferase führte.
Ursprünglich wurde angenommen, dass es sich bei der ADP-Ribosylierung um eine posttranslationale Modifikation handelt, die ausschließlich an der Genregulation beteiligt ist. Als jedoch mehr Enzyme mit der Fähigkeit zur ADP-Ribosylierung von Proteinen entdeckt wurden, wurde die multifunktionale Natur der ADP-Ribosylierung deutlich. Das erste Säugetierenzym mit Poly(ADP-Ribose)transferase-Aktivität wurde Ende der 1980er Jahre entdeckt. Für die nächsten 15 Jahre wurde angenommen, dass es das einzige Enzym sei, das in der Lage sei, eine Kette von ADP-Ribose in Säugetierzellen anzufügen. In den späten 1980er Jahren wurden ADP-Ribosylcyclasen entdeckt, die die Addition von zyklischen ADP-Ribosegruppen an Proteine katalysieren. Schließlich wurde entdeckt, dass Sirtuine, eine Familie von Enzymen, die auch NAD+-abhängige Deacylierungsaktivität besitzen, auch Mono(ADP-Ribosyl)transferase-Aktivität besitzen.

## Katalytische Mechanismen
Die Quelle von ADP-Ribose für die meisten Enzyme, die diese Modifikation durchführen, ist der Redox-Cofaktor NAD+. Bei dieser Transferreaktion wird die N-glykosidische Bindung von NAD+, die das ADP-Ribose-Molekül und die Nikotinamidgruppe verbindet, gespalten, gefolgt von einem nukleophilen Angriff durch die Seitenkette der Zielaminosäure. (ADP-Ribosyl)transferasen können zwei Arten von Modifikationen durchführen: Mono(ADP-Ribosyl)ierung und Poly(ADP-Ribosyl)ierung.

### Mono(ADP-Ribosyl)ierung
Mono(ADP-Ribosyl)transferasen katalysieren üblicherweise die Addition von ADP-Ribose an Argininseitenketten unter Verwendung eines hochkonservierten R-S-EXE-Motivs des Enzyms. Die Reaktion verläuft durch Aufbrechen der Bindung zwischen Nicotinamid und Ribose unter Bildung eines Oxoniumions. Als Nächstes fungiert die Arginin-Seitenkette des Zielproteins als Nukleophil und greift den elektrophilen Kohlenstoff neben dem Oxoniumion an. Damit dieser Schritt stattfinden kann, wird das Arginin-Nukleophil durch einen Glutamatrest am katalysierenden Enzym deprotoniert. Ein weiterer konservierter Glutamatrest bildet eine Wasserstoffbrücke mit einer der Hydroxylgruppen an der Ribosekette, um diesen nukleophilen Angriff weiter zu erleichtern. Durch die Spaltungsreaktion wird Nicotinamid freigesetzt. Die Modifikation kann durch (ADP-Ribosyl)hydrolasen rückgängig gemacht werden, die die N-glykosidische Bindung zwischen Arginin und Ribose spalten, um ADP-Ribose und unmodifiziertes Protein freizusetzen; NAD+ wird durch die Rückreaktion nicht wiederhergestellt.

### Poly(ADP-Ribosyl)ierung
Hauptartikel: Poly(ADP-Ribose)-Polymerase
Poly(ADP-Ribose)Polymerasen (PARPs) kommen hauptsächlich in Eukaryoten vor und katalysieren die Übertragung mehrerer ADP-Ribose-Moleküle auf Zielproteine. Wie bei der Mono(ADP-Ribosyl)ierung ist NAD+ die Quelle der ADP-Ribose. PARPs nutzen eine katalytische Triade von His-Tyr-Glu, um die Bindung von NAD+ und die Positionierung des Endes der vorhandenen Poly(ADP-Ribose)-Kette auf dem Zielprotein zu erleichtern. Das Glu erleichtert die Katalyse und die Bildung einer (1''→2') O-glykosidischen Bindung zwischen zwei Ribosemolekülen. Es gibt mehrere andere Enzyme, die Poly(ADP-Ribose)-Ketten erkennen, sie hydrolysieren oder Verzweigungen bilden. Über 800 Proteine wurden mit dem lose definierten Poly(ADP-Ribose)-Bindungsmotiv versehen. Daher kann diese Modifikation zusätzlich zu der Veränderung der Konformation und Struktur des Zielproteins auch als Markierung zur Rekrutierung anderer Proteine oder zur Regulierung des Zielproteins verwendet werden.

## Spezifität der Aminosäuren
Viele verschiedene Seitenketten von Aminosäuren wurden als ADP-Ribose-Akzeptoren beschrieben. Aus chemischer Sicht stellt diese Modifikation eine Proteinglykosylierung dar: Die Übertragung von ADP-Ribose erfolgt auf eine Aminosäureseitenketten mit einem nukleophilen Sauerstoff, Stickstoff oder Schwefel, was zu einer N-, O- oder S-glykosidischen Bindung an die Ribose der ADP-Ribose führt. Ursprünglich wurden saure Aminosäuren (Glutamat und Aspartat) als Hauptstellen der ADP-Ribosylierung beschrieben. Viele andere ADP-Ribose-Akzeptorstellen wie Serin, Arginin, Cystein, Lysin, Diphthamid, Phosphoserin und Asparagin wurden in späteren Arbeiten identifiziert.